# Каравели
Каравели (исп. Caravelí, кечуа Qarawili) — город в юго-западной части Перу. Административный центр одноимённой провинции, в регионе Арекипа. Расположен на высоте 1779 м над уровнем моря. Население по данным переписи 2005 года составляет 3964 человека; данные на 2010 год сообщают о населении 4217 человек.